# Josef Siebenlist
Josef Siebenlist (* 9. Februar 1847 in Preßburg, Königreich Ungarn; † 1916 in Wien) war ein österreichischer Journalist.
Josef Siebenlist studierte Medizin, Philosophie und Rechtswissenschaften und konnte sein Studium auch erfolgreich abschließen. Anschließend verdiente er seinen Lebensunterhalt erst als freier Mitarbeiter und später dann als festangestellter Journalist beim „Westungarischen Grenzboten“.
Zusammen mit seinem Bruder August leitete er später das Literatur-Referat dieser Zeitung. 1872 betraute man Siebenlist mit der Leitung der Redaktion des „Grenzboten“ und dieses Amt legte er erst 1877 nieder, als er nach Wien ging. Dort wurde er Mitarbeiter des „Neuigkeits-Weltblatt“ und betreute dort u. a. die Nachruf-Serie des Benediktiner-Paters Urban Loritz. 
1890 holte Siebenlist seinen Bruder nach Wien und gründete mit diesem zusammen das Wochenblatt „Im Salon“. 